# Shenzhen Open (ATP) 2016
Lo Shenzhen Open 2016 è stato un torneo di tennis giocato sul cemento indoor. È stata la terza edizione del torneo, che fa parte della categoria ATP Tour 250 nell'ambito dell'ATP World Tour 2016. Si è giocato allo Shenzhen Luohu Tennis Centre di Shenzhen, in Cina, dal 26 settembre al 2 ottobre 2016.

## Partecipanti

### Teste di serie
| Nazionalità | Giocatore        | Ranking* | Testa di serie |
| ----------- | ---------------- | -------- | -------------- |
| Rep. Ceca   | Tomáš Berdych    | 9        | 1              |
| Belgio      | David Goffin     | 14       | 2              |
| Francia     | Richard Gasquet  | 17       | 3              |
| Australia   | Bernard Tomić    | 22       | 4              |
| Germania    | Alexander Zverev | 27       | 5              |
| Francia     | Benoît Paire     | 38       | 6              |
| Italia      | Fabio Fognini    | 43       | 7              |
| Rep. Ceca   | Jiří Veselý      | 51       | 8              |

* Rankings al 19 settembre 2016.

### Altri partecipanti
I seguenti giocatori hanno ricevuto una wild card per il tabellone principale:
- Li Zhe
- Akira Santillan
- Zhang Ze

I seguenti giocatori sono entrati in tabellone con il ranking protetto:
- Pablo Andújar
- Janko Tipsarević

I seguenti giocatori sono passati dalle qualificazioni:

- Ryan Harrison
- Luca Vanni
- Andrew Whittington
- Miša Zverev

Il seguente giocatore è entrato in tabellone come lucky loser:
- Thomas Fabbiano

## Campioni

### Singolare
Tomáš Berdych ha sconfitto in finale  Richard Gasquet con il punteggio di 7–6(5), 6(2)–7, 6-3.
- È il tredicesimo titolo in carriera per Berdych, primo della stagione.

### Doppio
Fabio Fognini /  Robert Lindstedt hanno sconfitto in finale  Oliver Marach /  Fabrice Martin con il punteggio di 7–6(4), 6-3.